# Christer Lundh (låtskrivare)
Christer Lundh, född 10 september 1954 i Mölltorp i nuvarande Karlsborgs kommun i Sverige, är en svensk kompositör och textförfattare.
Christer Lundh började i unga år att skriva låtar tillsammans med Bosse Norell. Under åren 1978–1980 använde de gruppnamnet Lundh & Norell, vilket bland annat resulterade i LP:n "Kulört" (1978) och singeln "Emmylou/Skuggspel" (1979), vilka utgavs på skivbolaget Mariann. 
I mitten av 1980-talet började han skriva låtar tillsammans med Mikael Wendt. De skrev bland annat sångerna Fyra Bugg & en Coca Cola och En gång till, med vilka Lotta Engberg deltog i Melodifestivalen 1987 och Melodifestivalen 1990, och slutade på första respektive åttonde plats. Christer Lundh har deltagit med sammanlagt sex låtar i fyra svenska melodifestivaler (1987, 1990, 1995 och 2000). Bland övriga kända titlar kan nämnas "Sommar i Sverige" (Sven-Ingvars), "Världens bästa servitris" (Lotta Engberg) och "De ensammas promenad" (Arvingarna). 
Christer Lundh blev tillsammans med Wendt SKAP-stipendiat år 1994. Wendt-Lundh tillhör de kompositörer som haft flest melodier på Svensktoppen genom åren. 
Bland artister som spelat in låtar av Wendt-Lundh kan nämnas: Peter Jöback, Sven-Ingvars, Vikingarna, Arvingarna och Jessica Andersson. 
Christer Lundh finns registrerad hos Stim med 600 musikaliska verk. 
Christer Lundh har vid sidan om musiken också varit verksam som allmänreporter på Skaraborgs Allehanda och Mariestads-Tidningen. 

## Mest spelad
- Stim 15 januari 2009 - Han är Västra Götalands mest spelade musikskapare